# Фијат CR.10
Фиат CR.10 (итал. Fiat CR.10) је италијански једномоторни, једнооседи двокрилни ловачки авион. Први лет авиона је извршен 1925. године. Развијен из претходног CR.1, био је последњи у низу прототипова који ће довести до CR.20 .

## Пројектовање и развој
Средином 20-их, дизајнери Фијата уложили су бројне напоре да побољшају летне карактеристике ловца CR.1. Главни покушаји су били уградња нових, снажнијих мотора.
CR.10 је био покушај да се на труп CR.1 угради 12-сто цилиндрични мотор Фиат А 20 са течним хлађењем снаге 410 KS. Упркос мањим променама дизајн трупа је остао непромењен. Први (и једини) прототип је први пут полетео 1925. године.
Одмах након упоредних тестова CR.10, постало је јасно да је у погледу перформанси инфериоран у односу на потпуно метални CR.20. Постојао је покушај да се претвори у хидроавион - CR.10 Idro, али је и тај покушај завршен неуспехом. Авион је пројектовао инжењер Celestino Rosatelli са својим тимом.

## Технички опис
Технички опис овог авиона је исти као и авиона Фиат  разликују се само погонске групе.

## Наоружање
| Наоружање авиона: Фиат         |     |
| Ватрено (стрељачко) наоружање  |     |
| Топ                            |     |
| Митраљез                       |     |
| Број и ознака митраљеза        | 2   |
| Калибар                        | 7,7 |
| Бомбардерско наоружање (бомбе) |     |
| Ракетно наоружање (ракете)     |     |

## Верзије
- Фиат CR.10 - модел авиона са линијским V-12 мотором Fiat A.20 снаге 460 KS (338 kW), (произвден 1 ком.)
- Фиат CR.10 Idro - хидроавион, модел Фиат CR.10 са пловцима уместо конвенционалног стајног трапа.

## Оперативно коришћење
Коришћење овог авиона се свео само на прототипска испитивања.

## Земље које су користиле авион
- Италија